# Olindo Vernocchi
Olindo Vernocchi (Forlimpopoli, 12 aprile 1888 – Roma, 9 marzo 1948) è stato un politico, giornalista e antifascista italiano, esponente storico del Partito Socialista Italiano, di cui fu anche segretario nazionale; fu deputato all'Assemblea Costituente e presidente dell'Istituto Nazionale Luce.

## L'ingresso nel socialismo
Figlio di un medico condotto, Vernocchi studiava giurisprudenza (si era iscritto all'Università di Bologna nel 1908) e già durante gli studi iniziò ad interessarsi di politica. Aderì al movimentismo di area socialista, allora in crescita nella sua regione, e si spese in diversi giri per tenere conferenze di natura politica insieme al suo amico, un giovane Benito Mussolini. Ed è lui a chiamarlo per la prima volta "duce" quando nel 1912 Mussolini esce dal carcere.
Nel 1910 fu eletto consigliere comunale a Forlimpopoli, carica confermata alle successive elezioni del 1914. Nello stesso anno fu segretario del congresso nazionale del PSI tenutosi ad Ancona alla fine di aprile e protagonista degli scioperi della settimana rossa in giugno. Qualche mese dopo assunse la direzione unica del giornale dei socialisti forlivesi "La lotta di classe" di cui era già condirettore dal 1912 in sostituzione di Mussolini, passato all'Avanti!.
All'ingresso dell'Italia nella prima guerra mondiale, fu richiamato alle armi il 7 giugno 1915, ed assegnato in forza ad un presidio di Forlì dell'XI reggimento fanteria; tuttavia, a causa della sua attività di partito, Vernocchi fu presto trasferito ad Agrigento, nella Sicilia meridionale, presso il V Reggimento fanteria. Qui, mentre Enrico La Loggia si attivava per il consolidamento del Partito Socialista Riformista in un partito socialista unitario, Vernocchi si avvicinò all'appena costituita sezione socialista cittadina e collaborò alla formazione delle prime leghe operaie e della camera del lavoro, oltre che di altre strutture. Coordinò preparazione e svolgimento del primo congresso provinciale di Agrigento del partito.
Terminata la guerra con il 1918, Vernocchi fu posto in congedo dal Regio Esercito il 5 giugno 1919 e si trasferì a Roma, dove iniziò come redattore la sua importante collaborazione con l'Avanti!, il quotidiano del partito.

Olindo Vernocchi (terzo in piedi da sinistra) nella tipografia romana dell'Avanti! dei primi anni '20

## Impegno all'Avanti!
Oltre all'attività di redattore per il giornale, Vernocchi iniziò a partecipare con crescente impegno all'Unione Romana del PSI, di cui fu il leader finché non si ebbe lo scioglimento dei partiti per l'avvento del fascismo. All'interno della dialettica politica del partito, fu sostenitore dell'unitarismo, che esplicitò in occasione delle sue partecipazioni ai congressi di Livorno (1921), Roma (1922) e Milano (1923), avversando sia la scissione comunista che l'epurazione dei riformisti. Fu invece acceso oppositore della proposta proveniente dalla Russia per un'unificazione con il neonato Partito Comunista d'Italia, linea che fu anche la prevalente nel partito al termine del congresso di Milano. Il 1923 fu del resto un anno di gravi tensioni, iniziato poco prima di quel congresso con l'arresto di Giacinto Menotti Serrati, il leader dei massimalisti, di ritorno proprio da Mosca. Vernocchi si era insomma avvicinato ai massimalisti, discostandosi dagli autonomisti di Nenni.
Nel 1924, avviandosi alle elezioni, che sarebbero state regolamentate dalla nuova legge Acerbo (con premio di maggioranza), prese posizione per una lista unitaria delle sinistre, eventualmente raccolte in un fronte unico di mera funzione appunto elettorale in contrapposizione alla Lista Nazionale dei mussoliniani, ma le sinistre si presentarono separate. Contemporaneamente assunse la condirezione de l'Avanti!, insieme a Pietro Nenni e Riccardo Momigliano,  mentre nello stesso anno Antonio Gramsci aveva appena fondato l'Unità.

Vernocchi (a sinistra) con Pietro Nenni (a destra)

Nel mese di aprile 1925, essendosi dimesso Tito Oro Nobili, fu eletto segretario del partito. Esprimeva il peso assunto dalla corrente "Difesa socialista", che con intransigenza rifiutava le manovre di avvicinamento ai socialdemocratici ed ai comunisti; le altre due correnti principali erano quella nenniana (che puntava ad inserire il partito nella Seconda Internazionale, eventualmente per fusione con i socialisti unitari) e quella dei giovani, "Azione Socialista", la sinistra interna, che prefigurava un fronte unico di tutte le sinistre. Vernocchi era nella sua corrente con Nobili, Momigliano, Vella e Lazzari. Durante il breve periodo come segretario cercò, invano, di convincere i compagni della necessità di una "discesa strategica" dall'Aventino (la prudente linea sostenuta da Nenni) per impostare un'azione maggiormente classista e rivoluzionaria. Cercò di riorganizzare il partito prendendo spunto dalla "bolscevizzazione" del neonato Partito Comunista d'Italia, strutturandolo in maniera più agile e radicata sul territorio, con piccoli gruppi diffusi sui luoghi di lavoro e direttamente in contatto con gli organi esecutivi. Impegnato in quest'opera di ristrutturazione riuscì il 18 settembre 1925 a far votare alla direzione del partito, grazie alla collaborazione del gruppo Nenni, l'abbandono del PSI dal blocco delle opposizioni. Il suo progetto più ambizioso era un'alleanza con il PRI, costruito dopo minuziose trattative con Nenni e il repubblicano Mario Bergamo nel corso dell'ottobre-novembre del 1925. A causa delle resistenze da parte repubblicana e il precipitare della situazione politica, l'iniziativa non ebbe seguito. 

Olindo Vernocchi nel 1926

Nel 1926 infatti, con la promulgazione delle leggi eccezionali, il PSI venne sciolto e Vernocchi fu sottoposto a uno stretto regime di sorveglianza dopo il suo fallito tentativo di espatrio nel 1927. Nel dicembre 1926 verrà sostituito nella segreteria del PSI da Ugo Coccia. Salvato dal confino  per intervento di Mussolini, ma di fatto impossibilitato a partecipare a qualsiasi attività politica, operò alle dipendenze della compagnia di assicurazione Phoenix; nel 1932 si impiegò come ispettore di assicurazione presso la compagnia "La Fondiaria". Intanto manteneva fitti contatti con l'attivismo clandestino e i numerosi compagni espatriati.

## Clandestinità e Resistenza

Il documento falso usato da Vernocchi durante la Resistenza

Il 22 luglio 1942 fu nel suo studio a Roma che si tenne la riunione nella quale si decise la rifondazione del partito; vi parteciparono Oreste Lizzadri, Giuseppe Romita, Nicola Perotti ed Emilio Canevari. Il partito cominciò a consolidarsi: il "gruppo dei cinque" riallacciò i contatti con i vecchi militanti, viaggiando per tutta l'Italia centrale e meridionale e promuovendo azioni antifasciste direttamente nella città di Roma: diffusione di volantini e stampa clandestina e sostegno agli scioperi (particolarmente importante quello del 1º maggio 1943 di cui furono protagonisti gli studenti universitari). Già l'anno successivo Vernocchi e Romita poterono andare, in rappresentanza del PSI in seno al Comitato delle Opposizioni, dal re Vittorio Emanuele III a chiedere lo scioglimento del Partito Nazionale Fascista. Vernocchi si adoperò in particolar modo affinché nel detto Comitato fossero inclusi anche i comunisti, vincendo le resistenze di De Gasperi L'incontro ebbe luogo il 26 luglio 1943, il giorno seguente l'arresto di Mussolini sfiduciato dal Gran Consiglio del Fascismo con l'ordine del giorno Grandi. Qualche mese dopo Vernocchi fu ammesso alla direzione nazionale del partito, che contemporaneamente prese il nome di Partito Socialista Italiano di Unità Proletaria, nomina riconfermata al congresso del partito del 1945. Il 4 agosto 1944 firmò assieme al compagno Romita e ai comunisti Amendola e Roveda il patto d'azione con il PCI.
Intanto, l'11 settembre 1943, era stato pubblicato il primo e unico numero del giornale il Lavoro d'Italia, che sostituiva il precedente Lavoro Fascista. Diretto congiuntamente da Vernocchi, dal democristiano Alberto Canaletti Gaudenti e dal comunista Mario Alicata, era espressione del comitato sindacale interconfederale, segno della volontà dei maggiori partiti antifascisti di concentrare le forze sindacali in un unico soggetto.

## Dopo la guerra
Dopo la fine della seconda guerra mondiale, Vernocchi fu eletto deputato alla Costituente, in cui fu nominato membro della Prima Commissione per l'esame dei disegni di legge. Il suo apporto ai lavori si riassume nell'appoggio ad alcune mozioni presentate dall'area socialista, di cui fu per lo più relatore Ernesto Carpano Maglioli.

Nel gennaio 1947 ebbe il primo turno di presidenza del congresso socialista della "scissione" di Saragat. Fu suo il primo intervento, ed esordì svelando subito la sua posizione unitarista: «Noi abbiamo dei doveri nei riguardi del proletariato che trepida al pensiero che il nostro partito possa scindersi».

Vernocchi durante un comizio nel dopoguerra.

Dopo la separazione, fu Vernocchi a proporre ed ottenere che il partito riassumesse l'originaria denominazione di Partito Socialista Italiano; la proposta aveva anche il fine di evitare che del nome potessero impossessarsi gli scissionisti.
Nel febbraio, sempre del 1947, fece parte della delegazione che per conto del suo partito andò a trattare con esponenti della Democrazia Cristiana e del Partito Comunista Italiano la composizione del nuovo governo De Gasperi, il suo terzo, che presentava l'alleanza DC-PSI-PCI, senza più il Partito Repubblicano Italiano presente nel gabinetto precedente. Questo "rimpasto ad excludendum" seguiva di pochissimo il rientro dagli Stati Uniti di De Gasperi, che vi aveva ottenuto il noto grande prestito per la ricostruzione.
Il mese successivo, proseguendo l'attività della Costituente, fu il relatore del disegno di legge n.12 concernente "Ordinamento dell'industria cinematografica nazionale", presentato da De Gasperi e diversi fra i suoi ministri.
Intanto già dal 1944 Vernocchi era stato nominato presidente del consiglio di amministrazione dell'Istituto Luce grazie all'intervento del governo Parri, carica che mantenne fino al maggio del 1947 quando l'istituto stesso venne posto in liquidazione sotto la vigilanza di un apposito comitato presieduto ancora una volta da Vernocchi. Sotto la sua presidenza l'Istituto, ribattezzato "Istituto Nazionale Luce Nuova" produsse una serie di cinegiornali, denominati Notiziari Nuova Luce, dal 26 luglio 1945 fino al gennaio 1947, per un totale di 22 numeri.
Terminò il suo incarico alla Costituente il 31 gennaio 1948, pochi giorni dopo aver partecipato al suo ultimo congresso del partito, tenutosi a Roma dal 19 al 22 gennaio. Si spegnerà meno di due mesi dopo nella sua casa romana.